# CS Emelec
Club Sport Emelec är en professionell fotbollsklubb baserad i Guayaquil, Ecuador. Klubben grundades den 28 april 1929 och är en av de mest framgångsrika klubbarna i Ecuador. De har vunnit det nationella mästerskapet 14 gånger: 1957, 1961, 1965, 1972, 1979, 1988, 1993, 1994, 2001, 2002, 2013, 2014, 2015 & 2017.
Club Sport Emelec har flera smeknamn, som "El Bombillo", "El Ballet Azul","Los Eléctricos", "Los Millonarios" och "Los Extraterrestres".

## Arena
Club Sport Emelec spelar sina hemmamatcher på Estadio George Capwell, en arena som rymmer 28.000 åskådare.

## Bedrifter
- Ecuadorianska mästerskapet: (11) 1957, 1961, 1965, 1972, 1979, 1988, 1993, 1994, 2001, 2002, 2013, 2014, 2015, 2017
- Copa Merconorte-finalister: December 2001
- Högsta FIFA-ranking: #28 (December 2001)
- Är första Ecuadorianska klubben att sälja en spelare (Ivan Kaviedes) till ett lag i italienska Serie A.

## Kända spelare
| - Luis Capurro - Jesús Cárdenas (kallad för "Jechu") - "Edu" - Eduardo García (kallad för "El Ñato") - Jorge Bolaños Carrasco (kallad för "El Pibe") - Ivan Hurtado (kallad för "Bamm-Bamm") - Iván Kaviedes - Carlos Alberto Juárez (kallad för "El Cuqui") - Kléber Fajardo - Carlos Alberto Raffo - Enrique Raymondi (kallad för "El Maestrito") - Otelino Tenorio - Enrique Verduga |